# Ginástica nos Jogos da Commonwealth de 1998
A ginástica nos Jogos da Commonwealth de 1998, foi a quarta participação do esporte no evento multiesportivo, realizado na cidade de Kuala Lumpur, na Malásia, com as disputas da ginástica artística masculina e feminina e da modalidade rítmica. 

## Eventos
| - Individual geral masculino - Equipes masculino - Solo masculino - Barra fixa - Barras paralelas - Cavalo com alças - Argolas - Salto sobre a mesa masculino - Equipes feminino - Individual geral feminino - Trave - Solo feminino - Barras assimétricas - Salto sobre a mesa feminino | Ginástica rítmica - Equipes - Individual geral - Arco - Corda - Maças - Fita |

## Medalhistas
| Evento              | Ouro                  | Prata                  | Bronze               |
| Masculino           |                       |                        |                      |
| Equipes             | ENG                   | AUS                    | CAN                  |
| Individual geral    | AUS Andrei Kravtsov   | ENG Andrew Atherton    | AUS Brennon Dowrick  |
| Solo                | AUS Andrei Kravtsov   | RSA Christian Brezeanu | ENG John Smethurst   |
| Cavalo com alças    | AUS Andrei Kravtsov   | CAN Richard Ikeda      | AUS Brennon Dowrick  |
| Argolas             | CAN Pavel Mamine      | ENG Andrew Atherton    | RSA Athol Myhill     |
| Salto sobre a mesa  | RSA Simon Hutcheon    | RSA Christian Brezeanu | AUS Bret Hudson      |
| Barras paralelas    | AUS Andrei Kravtsov   | CAN Richard Ikeda      | AUS Bret Hudson      |
| Barra fixa          | CAN Alexander Jeltkov | CAN Kris Burley        | ENG Lee McDermott    |
| Feminino            |                       |                        |                      |
| Equipes             | AUS                   | ENG                    | CAN                  |
| Individual geral    | AUS Zeena McLaughlin  | AUS Allana Slater      | AUS Trudy McIntosh   |
| Salto sobre a mesa  | ENG Lisa Mason        | AUS Trudy McIntosh     | ENG Annika Reeder    |
| Barras assimétricas | AUS Lisa Skinner      | CAN Véronique Leclerc  | AUS Zeena McLaughlin |
| Trave               | AUS Trudy McIntosh    | AUS Zeena McLaughlin   | CAN Lise Léveillé    |
| Solo                | ENG Annika Reeder     | AUS Allana Slater      | AUS Zeena McLaughlin |

Ginástica rítmica
| Evento           | Ouro                    | Prata                | Bronze                |
| Feminino         |                         |                      |                       |
| Equipes          | MAS                     | CAN                  | AUS                   |
| Individual geral | CAN Erika Leigh Stirton | AUS Leigh Marning    | AUS Shaneez Johnston  |
| Arco             | CAN Erika Leigh Stirton | AUS Leigh Marning    | MAS Chee Kiat Thye    |
| Maças            | CAN Erika Leigh Stirton | AUS Shaneez Johnston | CAN Emilie Livingston |
| Arco             | CAN Erika Leigh Stirton | MAS Chee Kiat Thye   | AUS Leigh Marning     |
| Fita             | AUS Kasumi Takahashi    | CAN Camille Martens  | CAN Gretchen McLennan |

## Quadro de medalhas
| Ordem | País          | Medalha de ouro | Medalha de prata | Medalha de bronze | Total |
| ----- | ------------- | --------------- | ---------------- | ----------------- | ----- |
| 1     | Austrália     | 9               | 8                | 10                | 27    |
| 2     | Canadá        | 7               | 6                | 5                 | 18    |
| 3     | Inglaterra    | 3               | 3                | 3                 | 9     |
| 4     | África do Sul | 1               | 2                | 1                 | 4     |
| 5     | Malásia       | 1               | 1                | 1                 | 3     |
| TOTAL | TOTAL         | 14              | 14               | 14                | 42    |